# Англо-германская декларация (1938)

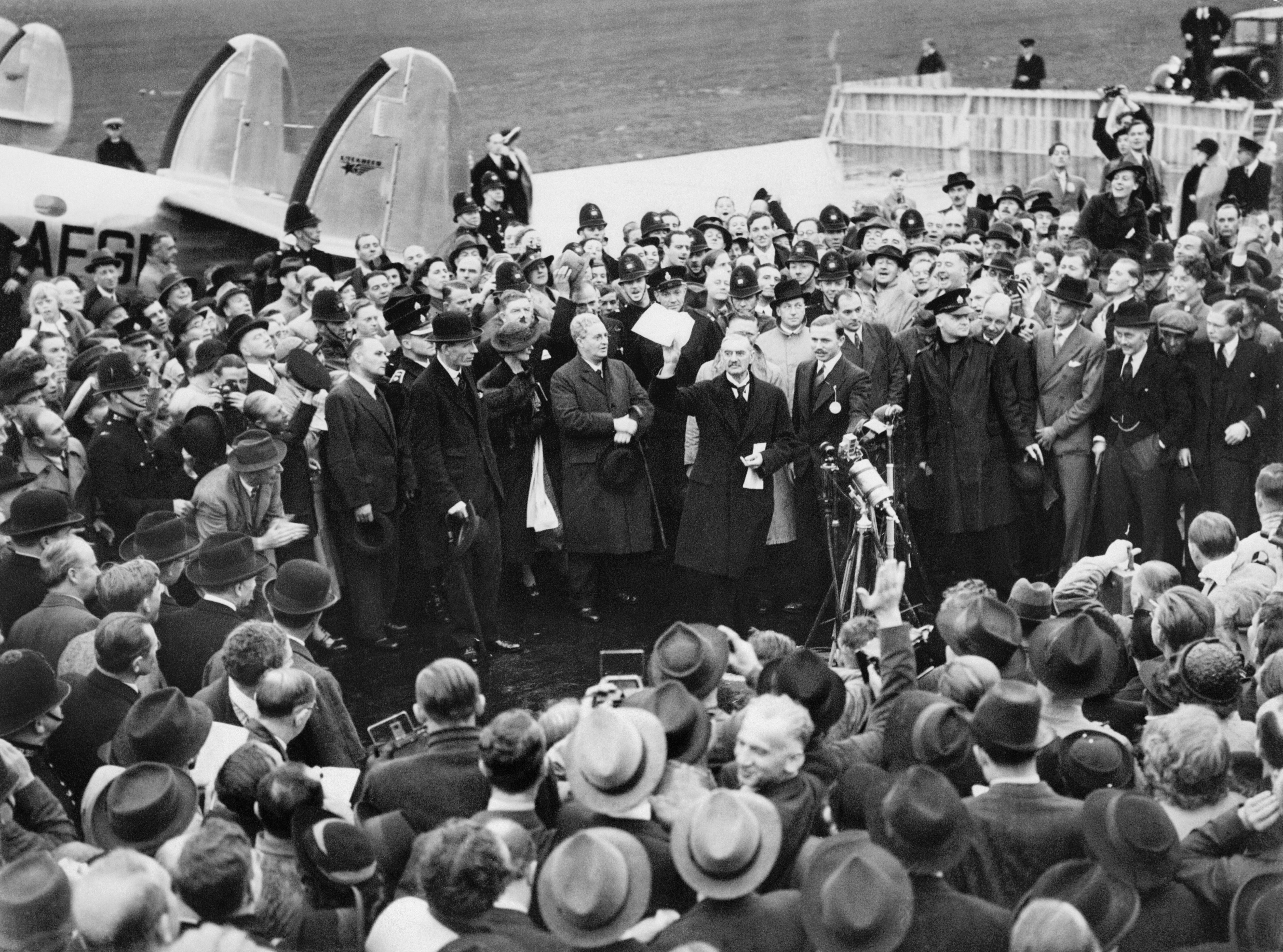
Чемберлен показывает декларацию на аэродроме Хестон 30 сентября 1938 года

А́нгло-герма́нская деклара́ция — совместная декларация Чемберлена и Гитлера, подписанная ими 30 сентября 1938 года по предложению Чемберлена.

## Предыстория
После присоединения Австрии весной 1938 года Гитлер, ссылаясь на притеснение судетских немцев, заявляет о необходимости немедленного решения чехословацкой проблемы. 29 сентября в 12 часов 45 минут в Мюнхене главы правительств Великобритании и Франции Чемберлен и Даладье садятся за стол переговоров с Гитлером и Муссолини. Переговоры закончились ночью, около двух часов, удовлетворив притязания Гитлера на Судетскую область Чехословакии.
На следующий день, перед отъездом из Мюнхена, Чемберлен посещает Гитлера и подписывает англо-германскую декларацию.

## Декларация
В декларации заявлялось о том, что подписанное ими накануне Мюнхенское соглашение, а также англо-германское морское соглашение «символизируют волю обоих народов никогда более не воевать друг с другом», а также «содействовать обеспечению мира в Европе»:
30 сентября 1938 г. Мы, германский фюрер и канцлер и английский премьер-министр, провели сегодня еще одну встречу и пришли к согласию о том, что вопрос англо-германских отношений имеет первостепенное значение для обеих стран и для Европы.
Мы рассматриваем подписанное вчера вечером соглашение и  англо-германское морское соглашение  как символизирующие желание наших двух народов никогда более не воевать друг с другом.
Мы приняли твердое решение, чтобы метод консультаций стал методом, принятым для рассмотрения всех других вопросов, которые могут касаться наших двух стран, и мы полны решимости продолжать наши усилия по устранению возможных источников разногласий и таким образом содействовать обеспечению мира в Европе.
А. Гитлер

Невиль Чемберлен
В качестве очередного шага к политическому сближению с гитлеровской Германией 15 марта 1939 года было подписано «Дюссельдорфское соглашение».